# Geetbets
Geetbets es un municipio belga perteneciente a la provincia de Brabante Flamenco, en el arrondissement de Lovaina.
A 1 de enero de 2018 tiene 6035 habitantes.
Comprende los deelgemeentes de Geetbets, Grazen y Rummen.
Se sitúa en el este de la provincia a medio camino entre Diest y Sint-Truden, unos 15 km al oeste de Hasselt.

## Demografía

### Evolución
Todos los datos históricos relativos al actual municipio, el siguiente gráfico refleja su evolución demográfica, incluyendo municipios después de efectuada la fusión el 1 de enero de 1977.
| Gráfica de evolución demográfica de Geetbets entre 1846 y 2020 |
|                                                                |